# Liggcykel
- Övre vänster: Cyklist på liggcykel.
- Övre höger: Liggcykel utan förare.
- Undre vänster: Modern kortliggcykel.
- Undre höger: Cyklist på magliggcykel.

Liggcykel är en cykel ämnad att cyklas av en eller flera personer i mer eller mindre liggande ställning. Det är vanligast med en tillbakalutad körställning men det förekommer varianter där cyklisten ligger på mage. Liggcyklar har oftast två hjul men det finns liggcyklar med tre (trehjuling/trike) eller fyra (fyrhjuling/quad) hjul. 
Den liggande ställningen gör att luftmotståndet blir avsevärt lägre än för ekipage med en mer upprätt sittställning. För att ytterligare förbättra aerodynamiken i syfte att minska luftmotståndet finns liggcyklar med olika typer av kåpor. En variant är velomobilen som är en helt inkapslad trehjuling men finns även mer sällan förekommande med två eller fyra hjul. 

## Liggcykelns historia
Liggcykeln har en mer än hundraårig historia. År 1896 visade M. Challand en liggcykel på en mässa i Genève och det är den första dokumenterade liggcykeln. 
År 1933 satte fransmannen Francis Faure timrekordet på en liggcykel efter att ha cyklat 45,055 kilometer på den utsatta timmen. Internationella cykelunionen (UCI) valde år 1934 att förbjuda liggcyklar från sina tävlingar som en följd av rekordet. UCI lyckades behålla statusen på sina tävlingar och det är huvudorsaken till att liggcyklar har varit så ovanliga, även om intresset börjar öka. Alla hastighetsrekord på land med muskeldrivna fordon där luftmotståndet är avgörande är satta med liggcyklar.

## Liggcykeln idag
Verksamheten sorterar idag under två olika organisationer. Dels den nordamerikanska International Human Powered Vehicle Association och dels den internationella World Human Powered Vehicle Association.